# Das Stacheltier: Ein Pferd müßte man haben
Das Stacheltier: Ein Pferd müßte man haben ist ein in Schwarzweiß gedrehter deutscher satirischer Kurz-Spielfilm aus dem DEFA-Studio für Spielfilme von Heinz Thiel aus dem Jahr 1961 nach einer Erzählung von Walter Karl Schweickert.

## Handlung
Der Hausbesitzer Herr Psichinski klingelt aufgeregt an der Tür seines Mieters Herrn Semmler und bittet ihn, mit ihm zusammen den merkwürdigen Geräuschen auf dem Dachboden nachzugehen. Während des Suchens nach einer Kerze, kann man die verschiedensten baulichen Mängel in seiner Wohnung sehen. Das heißt, Ofenrohre verlaufen geflickt durch die Küche, der Abflussanschluss für das Ausgussbecken fehlt und noch einiges Anderes. Auf dem Boden sieht man sofort das völlig defekte Dach. Doch dann wird ein ausgewachsenes Pferd gezeigt, was sie auf dem Polizeirevier anzeigen, denn über die Treppe konnte es nicht dorthin gelangt sein. Der Wachtmeister löst sofort Alarm aus, die Feuerwehr und die Presse sowie der Rundfunk erscheinen, was auch die Handwerker des Ortes informiert, die das Ereignis bestaunen. Alle kommen und grübeln, wie das Pferd auf den Boden kommt, obwohl es nur über das Dach mit diversen Baumaßnahmen wieder auf die Straße geschafft werden kann, was wiederum etliche Rekonstruktionsarbeiten nach sich zieht.
Nach dem Abschluss der Arbeiten sieht Psischinskis Haus wie ein „Schmuckkästchen“ aus. Später wird er von dem Polizisten befragt, wie von ihm die Angelegenheit gedreht wurde und dieser erfährt, dass Psischinski vor 1½ Jahren ein Fohlen dorthin gebracht hat, um zum entsprechenden Zeitpunkt die Aufmerksamkeit der Handwerker zu erreichen, die ihn auf normalen Weg ignoriert hatten. Der Polizist versprach, dieses Geständnis nicht gegen ihn zu verwenden, denn er will nur wissen, wie er in seinem eigenen Haus die Terminprobleme mit den Handwerkern bewältigen kann.

## Produktion
Der Schwarzweißfilm Das Stacheltier: Ein Pferd müßte man haben lief ab dem 7. April 1961 als Vorfilm in den Kinos der DDR. Für die Herstellung war die Produktionsgruppe Satirischer Kurzfilm in den DEFA-Studios verantwortlich, die Dramaturgie lag in den Händen von Hans Harnisch und das Szenarium stammt von Walter Karl Schweickert.